# 1995 في بولندا
فيما يلي قوائم الأحداث التي وقعت خلال عام 1995 في بولندا.

## سياسة

### تعيين في المنصب
- 23 ديسمبر – ألكسندر كفاشنيفسكي رئيس بولندا..

### انتهاء فترة المنصب
- 22 ديسمبر – ليخ فاونسا رئيس بولندا..

## كتب
من الكتب التي صدرت هذه السنة في بولندا:
- 1 يناير – زمن الازدراء من تأليف أندريه سابكوسكي.

## مواليد

### يناير
- 7 يناير – أنيتا وابودا لاعبة كرة يد بولندية.

### فبراير
- 2 فبراير – كارول لينيتي لاعب كرة قدم بولندي.[1]

### أبريل
- 9 أبريل – مونيكا كوبيلينسكا لاعبة كرة يد بولندية.

### مايو
- 12 مايو – ماريوش ستيمبينسكي لاعب كرة قدم بولندي.[2]

### يونيو
- 25 يونيو – كاميل دراغون لاعب شطرنج بولندي.

### أكتوبر
- 26 أكتوبر – كاتاجينا جانيسفسكا لاعبة كرة يد بولندية.